# Mesua hexapetala
Mesua hexapetala är en tvåhjärtbladig växtart som först beskrevs av Joseph Dalton Hooker, och fick sitt nu gällande namn av Peter Shaw Ashton. Mesua hexapetala ingår i släktet Mesua och familjen Calophyllaceae. Inga underarter finns listade i Catalogue of Life.